# Tricholita baranea
Tricholita baranea är en fjärilsart som beskrevs av Barnes 1905. Tricholita baranea ingår i släktet Tricholita och familjen nattflyn. Inga underarter finns listade i Catalogue of Life.